# 奇克索縣 (密西西比州)
奇克索县（英語：Chickasaw County），美國密西西比州東北部的一個縣。面積1,306平方公里。根據美國2000年人口普查，共有人口19,440人。縣治休斯敦 （Houston）和奧科洛納 （Okolona）。
奇克索縣成立於1836年2月9日。縣名是為紀念奇克索人而命名。